# Міхал Бенедикович
Міхал Бенедикович (чеськ. Michal Benedikovič, 31 травня 1923 — 18 квітня 2007) — чехословацький футболіст, що грав на позиції захисника, зокрема, за клуб «Слован», а також національну збірну Чехословаччини.
Дворазовий чемпіон Чехословаччини.

## Клубна кар'єра
У футболі дебютував виступами за команду ОАП (Братислава), з якою виграв воєнний чемпіонат Словаччини.
Згодом грав за команду «Спартак» (Трнава).
1949 року перейшов до складу клубу «Слован», кольори якого захищав протягом усієї своєї подальшої кар'єри гравця. За цей час двічі виборював титул чемпіона Чехословаччини.

## Тюремне ув'язнення
1957 року його багатообіцяюча кар'єра була припинена, бо він був засуджений на п'ять років за шпигунство разом з трьома іншими товаришами по команді — Віктором Тегельхоффом, Паволом Бенья та Ладиславом Штайнером. Це було пов'язано із зустрічами з групою словацьких емігрантів, з якими він робив невеликий бізнес, який на той час був незаконним. Державна безпека навіть стверджувала, що Бенедикович хотів організувати групу футболістів для шпигунської діяльності. Відбував покарання у в'язниці міста Яхимів. Через три роки його звільнили.

## Виступи за збірну
1949 року дебютував в офіційних матчах у складі національної збірної Чехословаччини. Протягом кар'єри у національній команді провів у її формі 7 матчів
Був присутній в заявці збірної на чемпіонаті світу 1954 року у Швейцарії, але на поле не виходив.
Помер 18 квітня 2007 року на 84-му році життя.

## Титули і досягнення
- Чемпіон Чехословаччини (2):

«Слован»: 1951, 1955